# 音節
音節（おんせつ）またはシラブル（英: syllable）は、連続する言語音を区切る分節単位の一種である。典型的には、1個の母音を中心に、その母音単独で、あるいはその母音の前後に1個または複数個の子音を伴って構成する音声（群）で、音声の聞こえの一種のまとまりをいう。
中国語などの声調言語（トーン言語）では、母音と子音の組合せに、さらに母音の音程の高低変化による声調を加えて一つの音節を構成する。
日本語の場合、音節とは区切り方が必ずしも一致しない「モーラ」（拍）という分節単位が重要である。

## 音節の構成

### 基本
典型的な音節は「母音を中心とした音のまとまり」であり、次の4種類がある。
1. 母音 (V)
2. 子音＋母音 (CV)
3. 母音＋子音 (VC)
4. 子音＋母音＋子音 (CVC)

母音の前にある子音を頭子音（英: onset）という。
中心となる母音 (V) を、音節主音（おんせつしゅおん、英: syllabic）または音節核（おんせつかく、英: nucleus）と呼ぶ。子音 (C) は、母音の前後にそれぞれ複数個がありうる。母音 (V) は、二重母音もしくは半母音を伴う多重母音、または長母音でありうる。1音節内に音節主音となる母音が複数個存在することはない（その場合は別の音節に分ける）。
上記の例のうち、1.と2.のように母音で終わる音節を、開音節（英: open syllable）という。3.と4.のように子音で終わる音節を、閉音節（英: closed syllable）という。閉音節の末尾にある子音は、末尾子音（英: coda）と呼ばれる。言語によっては末尾子音を表す独自の名称があり、例えば中国語では韻尾のうち陽声韻・入声韻、朝鮮語（ハングル）では終声がこれに該当する。
言語によっては、長母音または二重母音を伴う音節が他の音節よりも時間的にやや長く発音されることがある。この場合には、長い音節を重音節（英: heavy syllable）、短い音節を軽音節（英: light syllable）と呼ぶ。この区別はアクセントの規則などで重要になることもある（英語、ラテン語や一部のロマンス語、アラビア語、日本語など）。日本語では、重音節が2つのモーラとして扱われる。
言語によっては、複数の子音が連続すること（子音結合）があり、例えば、CCCVC や VCC という音節もある。このときの連続した子音のかたまりを子音群（英: consonant cluster）と呼ぶ。

### 音節主音的子音
言語によっては、母音の代わりに、「聞こえ度」の相対的に高い子音を音節主音にし、それ単独で、またはその前後に1個以上のより聞こえ度の低い子音を伴って音節を構成する場合がある。例えば、英単語 needle （IPA: [niːdl̩]）では、語末の [l̩] を音節主音とし、[dl̩] でひとつの音節が構成されている。英語では、[l] のほかに、[m]、[n]、[r] が音節主音になりうる。このような音節主音として用いられる子音を、音節主音的な子音または成節子音という。
スラヴ諸語では、/r/ や /l/ のほかに、/ŋ/ や /v/ も音節主音的子音として用いられる。したがって、綴り字の上では母音の数が子音に比べて極端に少ないか、または母音を全く含まない単語も多く存在する。例えば、クロアチア語の早口言葉 “na vrh brda vrba mrda” や、チェコ語における母音字が皆無の “Strč prst skrz krk” のような文がある。
中国語の主に南方の方言では、/m̩/ や /ŋ̍/ が単語を成すことがある。例えば、「五」は広東語で [ŋ̍]（イェール式表記: ng5）である。
中古期の日本語で漢語由来の「馬」「梅」を「むま」「むめ」などと書いた例があるのは、[m̩ma] [m̩me] などと発音したものであるとされる。
国際音声記号（IPA）では、子音の下に [ ̩ ] （または上に [ ̍ ]）を書き加えることによって、その子音が音節主音であることを示す。

### 声調言語
中国語、ベトナム語、ハウサ語など、音節声調をもつ言語においては、母音と子音の組合せ以外に、さらに声調が加わって一つの音節を構成する。
例えば、標準中国語（普通話）の漢字「光」の発音は、ピンインで guāng と表記され、音節の構成は次のとおりである。
| 音節 |      |        |      |             |
| 声母 | 韻母 | 韻母   | 韻母 | 声調        |
| 声母 | 韻頭 | 韻腹   | 韻尾 | 声調        |
| 声母 | 介音 | 主母音 | 尾音 | 声調        |
| g    | u    | a      | ng   | 1（陰平声） |

音節声調には、次の2種がある。
- 曲線声調 - 音節内で音の高低が変化する。
- 段位声調 - 音節間での相対的な音程の差がある（音節内での高低変化はない）。

中国語やベトナム語は、曲線声調である。

## 日本語の音節
日本語では、閉音節は「ん」（鼻母音で発音される「ん」を除く）および「っ」で終わる音節だけで、あとは開音節である。
標準的な日本語では、例えば仮名1文字「あ・か・さ・た・な」 /a/ /ka/ /sa/ /ta/ /na/のように「子音＋母音」の開音節を基本とする。
但し、長音、促音、撥音（ん）だけは、音節区切りでは、前の音といっしょに数える。
日本語#音韻に標準的な日本語で表記での音節の一覧表がある。
特殊な開音節の拗音節「きゃ・きゅ・きょ」 /kya/ /kyu/ /kyo/などは仮名2文字で1モーラ1音節である。
また、閉音節の「ん」を含む撥音節と閉音節の「っ」を含む促音節は、単独でモーラを構成し、前置された仮名との2文字で2モーラ1音節である。詳細は捨て仮名を参照。
「かあさん」「にいさん」のような長音や長音符の「ー」で示される長音は、日本語では音声学的には長母音である。これも仮名または符号と前置された仮名との2文字で2モーラ1音節である。
また、「ん?」、「んだ」、「ん万円」などのように「ん」が語頭にある場合は「ん」だけで1つの音節を構成し、この場合、「ん」は鼻母音に発音されない限り（即ち子音である限り）「音節主音的」な子音である。
ネイティブの日本語話者には、音節よりもモーラのほうが直感的単位である（たとえば、詩の「七五調」や「五七調」はモーラで数えている）。
| 単語                           | 音節区切り （音声学上の単位） | モーラ（拍）方言での区切り （いわゆる東京弁。現代の俳句や短歌での「七五調、五七調」の数え方） | シラビーム(音節音素)方言での区切り （東北方言などに見られる） |
| ------------------------------ | ----------------------------- | --------------------------------------------------------------------------------------------- | ------------------------------------------------------------- |
| さる（猿）                     | サ｜ル                        | サ｜ル                                                                                        | サ｜ル                                                        |
| かっぱ（河童）                 | カッ｜パ                      | カ｜ッ｜パ                                                                                    | カッ｜パ                                                      |
| チョコレート                   | チョ｜コ｜レー｜ト            | チョ｜コ｜レ｜ー｜ト                                                                          | チョ｜コ｜レー｜ト                                            |
| がっこうしんぶん（学校新聞）   | ガッ｜コー｜シン｜ブン        | ガ｜ッ｜コ｜ー｜シ｜ン｜ブ｜ン                                                                | ガッ｜コー｜シン｜ブン                                        |
| がっきゅうしんぶん（学級新聞） | ガッ｜キュー｜シン｜ブン      | ガ｜ッ｜キュ｜ー｜シ｜ン｜ブ｜ン                                                              | ガッ｜キュー｜シン｜ブン                                      |
| かんそく（観測）               | カン｜ソ｜ク                  | カ｜ン｜ソ｜ク                                                                                | カン｜ソ｜ク                                                  |
| かあさん（母さん）             | カー｜サン                    | カ｜ー｜サ｜ン                                                                                | カー｜サン                                                    |
| にいさん（兄さん）             | ニー｜サン                    | ニ｜ー｜サ｜ン                                                                                | ニー｜サン                                                    |

また、日本語では語末などで無声化して聞こえない母音が現れることも多い（例えば、「です」が des、「ました」が mashtaのように聞こえるなど）が、モーラ数に変化はない（des は2モーラ、mashta は3モーラ）。日本語を外国語として習った者が「ました」と言うとき、日本人の耳に違和感が生じることがあるのは、日本人が無意識に mashta とするところをきちんと mashita と発音しているからである。
日本語の中には、近畿方言のように声調言語としての特徴があり、声調を加えて音節を考えるべきものもある。

## 綴り字と発音
言語によっては、綴り字（スペリング）と発音の対応が一定でなく、見かけ上の音節数が実際のそれと異なる場合がある。その場合、単に文字を数えるだけで正確な音節数がわかるとは限らない。しかし、ある程度の法則性は存在する。

### 英語における無音の “e”
英語では一般的に、無音の e が閉音節の末尾に付く場合、当該音節の核となる母音は、長母音か二重母音として発音され、付かない場合は短母音として発音される。例えば、mad と made では、前者が短母音、後者が二重母音である。bit 対 bite、mod 対 mode なども同様である。長母音の例としては、pet に対する Pete、cut に対する cute などがある。
これらの例は、綴り字上は CVCV（2音節）に見えるが、実際の発音では CVC（1音節）である。なお、このように無音の e を末尾に伴う閉音節における二重母音・長母音は、アルファベットの文字そのものの名称と発音が同じになる（例えば a は [ˈeɪ]、i は[ˈaɪ]）。

## 音節文字
音節をそのままひとつの文字として表記する文字を音節文字と呼び、日本語における仮名をはじめ、中国南西部に居住するイ族の彝文字（ロロ文字）や、19世紀前半にシクウォイアによって発明されたアメリカのチェロキー文字、その影響を受けて発明されたリベリアのヴァイ文字など、世界中にいくつかの文字体系が存在する。ただし、現代における話者数が比較的多い言語において音節文字を使用しているのは日本語のみであり、表音文字の大部分は音素を表す音素文字に属する。また、日本語においても完全な音節文字体系ではなく、表意文字である漢字と併用されて用いられる。日本語における仮名は、本来表意文字である漢字を、その意味にかかわらず日本語の一音節をあらわすために用いる、いわゆる万葉仮名から変化したものである。